# Эрехтейон
Эрехте́йон (Эрехфейон, др.-греч. Ἐρέχθειον — храм Эрехтея) — памятник древнегреческой архитектуры, один из главных храмов древних Афин, расположенный на Акрополе к северу от Парфенона. Постройка датируется 421—406 годами до н. э. Выполнен в ионическом ордере. Храм посвящён Афине, Посейдону и легендарному афинскому царю Эрехтею.

## Мифология и история

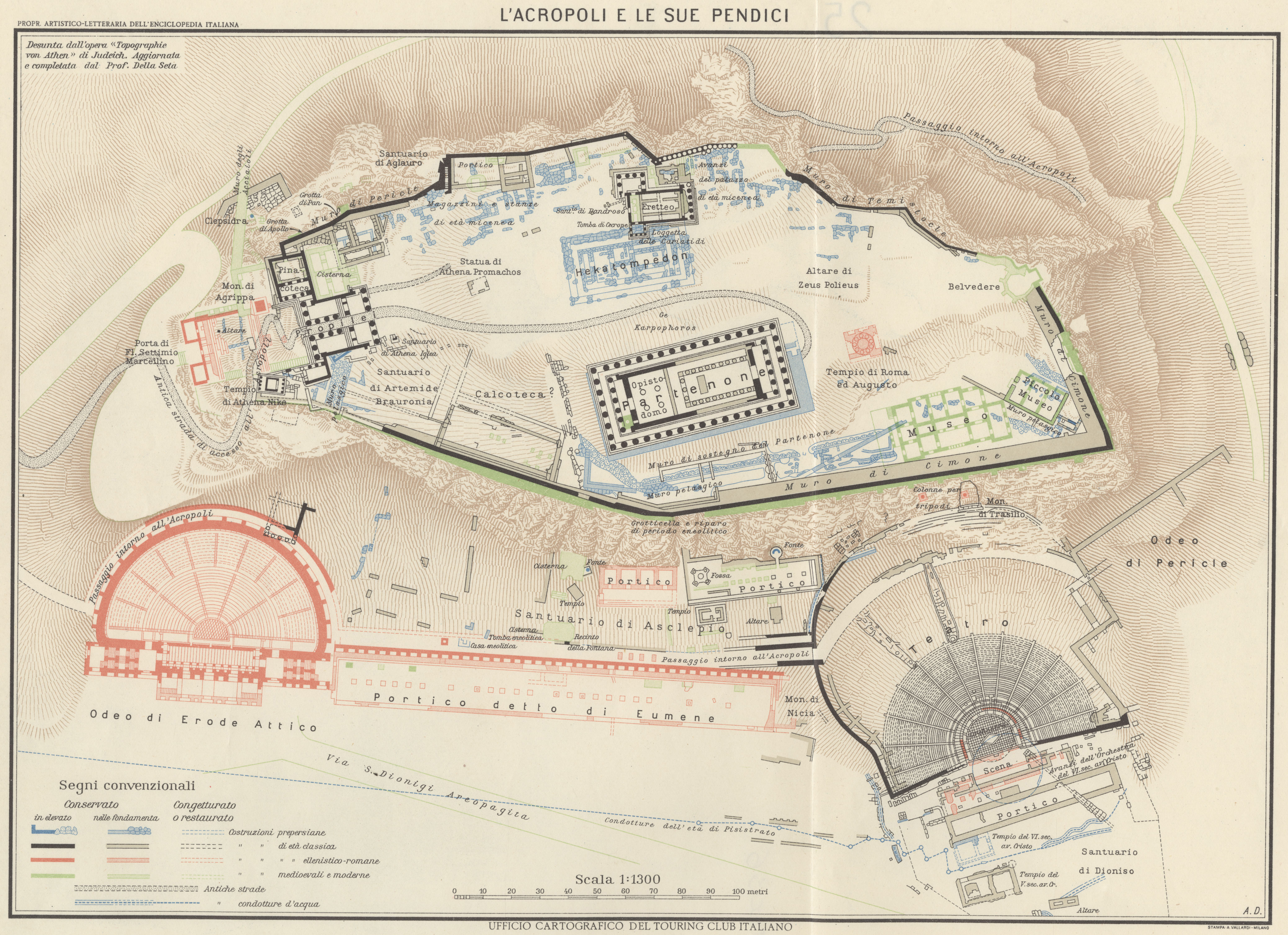
План Афинского акрополя. 1940. Эрехтейон виден у северной границы акрополя (в верхней части плана)

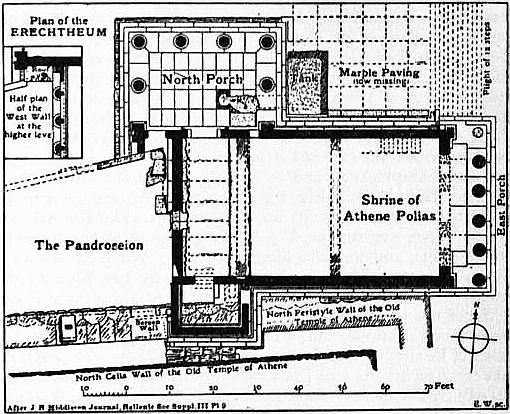
План Эрехтейона

Храм афиняне строили после смерти Перикла в 429 г. до н. э. в сложной политической обстановке, он был завершён накануне поражения Афин в 405 году до н. э в Пелопоннесской войне со Спартой. Массив здания состоит из двух храмов. Один посвящен богине Афине, другой Посейдону, что связано с мифом о споре богов за господство над Аттикой. Согласно легенде, спор богов произошёл именно на этом месте, а автором храма является архаический царь Афин — Эрехтей. Название храм получил из-за остатков гробницы царя (вначале Эрехтейоном называли только одну из двух частей храма).
Храм был своеобразным хранилищем важнейших реликвий полиса. Эта функция перешла к нему от архаического Гекатомпедона, построенного здесь же на Акрополе, скорее всего, при Писистрате и уничтоженного во время Греко-персидских войн. Там хранились деревянный идол — ксоан Афины, по преданию упавший с неба, статуя Гермеса, принесённая Кекропсом, золотой светильник работы Каллимаха, горевший всё время, хотя масло наливалось в него раз в год. Известно также, что было ещё много менее значимых святынь.
Внутри западной части храма, как утверждают афиняне, на скале можно видеть след от удара трезубца Посейдона, когда он выбил источник из скалы во время спора с Афиной. В вымостке пола сделано отверстие, в котором виднеется скала, такое же отверстие — в перекрытии, чтобы бог мог сходить с неба прямо в свой храм (так называемый гипетральный храм). Здесь же под полом портика находится вход в пещеру, где обитала священная змея богини Афины, которую в древности считали воплощением Эрихтония, прародителя жителей города. В некоторых источниках он отождествляется с царём Эрехтеем, основателем храма. Жители города приносили к пещере специально испечённые булочки — подношение змее (змею Эрихтонию). Под северным портиком, согласно ещё одной легенде, находится могила Эрехфея-Эрихтония.
Восточная часть Эрехтейона, находящаяся выше, была посвящена Афине Полиаде (Градохранительнице). Именно здесь хранилось деревянное изображение богини (ксоан), которому ежегодно во время праздника Великих Панафиней подносили новый пеплос и раз в несколько лет окунали в море. Портик этой части имеет шесть колонн.
В западной части храма имеется отдельное святилище (выгороженное внутри наоса) Эрехтея, в котором его почитали наравне с Посейдоном. В соседнем небольшом помещении находились алтари бога огня Гефеста и Бута, брата Эрехтея, жреца богини Афины. Перед западным фасадом храма во «дворике» росла священная маслина — её даровала жителям Аттики богиня Афина (нынешнее дерево посажено в 1920-х гг.). оливковое дерево, посаженное Афиной в ходе спора в 480 году, было сожжено, но затем, по легенде, возродилось вновь. Оно росло рядом — в прилегавшем к Эрехтейону с запада святилище нимфы Пандросы — одной из дочерей Кекропса. В храме находился и колодец с ключом солёной воды, выбитым Посейдоном. Вдоль западного фасада тянулся водоем с солёной водой (по преданию, он сообщался с морем, что физически невероятно), его считали тем самым источником, который даровал городу Посейдон.
Имя подлинного строителя сооружения неизвестно. Некоторые специалисты предполагают авторство Мнесикла. Высеченные надписи на каменных плитах, найденных на Акрополе, называют имена Филокла и Архилоха, но они, скорее всего, были организаторами работ. Во время персидского нашествия (480—479 гг. до н. э.) жители Афин увезли ксоан богини Афины на о. Саламин, а по возвращении восстановили разрушенное персами святилище. После пожара на Акрополе в 394 г. до н. э. святилище отстроили заново. Его назвали храмом Афины Полиады («Покровительницы города»), или «Святилищем ксоана».
В византийское время в Эрехтейоне был устроен христианский храм. Вплоть до XVII века постройка находилась в более-менее приличном состоянии. В 1687 году венецианские войска, осаждая Афины, нанесли Эрехтейону, как и Парфенону, огромный ущерб. После восстановления греческой независимости упавшие фрагменты были водружены на место, но здание всё равно имеет значительные утраты. Лучше всего сохранился портик Пандросы с северной стороны.
В 1802 году британский посланник в Константинополе лорд Элгин, получивший разрешение султана Селима III «вывезти из страны любой кусок камня с надписями или изображениями», перевёз одну из кариатид Эрехтейона в Британию. В настоящее время она, вместе с рельефами фриза Парфенона из коллекции лорда Элгина, находится в Британском музее в Лондоне.

## Архитектурная композиция
Эрехтейон является уникальным памятником, не имеющим аналогов в древнегреческой архитектуре. Основной принцип композиции постройки, как и всего акрополя, — живописность. Огюст Шуази писал, что кажущаяся асимметрия акрополя — «только способ придать живописность группе зданий, расположенных с бо́льшим искусством, чем где бы то ни было… На первый взгляд нет ничего более неправильного, чем этот план, но фактически он представляет собой вполне уравновешенное целое, где общая симметрия масс сопровождается изысканным разнообразием в деталях».
Особенный характер Эрехтейона проявляется прежде всего в контрастном отношении к величественному Парфенону. «Живописно непринуждённая композиция, своеобразие сочетания массивной стены и хрупких ионических колонн… — всё это создаёт свою тему, не сопоставимую с архитектурой Парфенона, увязывает небольшую постройку с безграничным пространством ансамбля».
При этом древнегреческие мастера учитывали последовательность восприятия зрителя, находящегося в движении. Эрехтейон становится виден наблюдателю только после того, как он обогнёт огромную золочёную статую Афины Промахос (Воительницы) работы Фидия (не сохранилась) и обойдёт вокруг Парфенона. Именно так двигалась храмовая процессия в праздник Великих Панафиней: вход в Парфенон находился с противоположной, восточной стороны и участникам процессии, обогнувшим храм, неожиданно открывался Эрехтейон в так называемой угловой перспективе, расположенный на перепаде высот у самой северной границы площадки акрополя.
В отличие от Парфенона — классического периптера — храм Эрехтея является памятником следующего и последнего этапа развития архитектуры древнегреческой классики. Если объём Парфенона замкнут и симметричен, то Эрехтейон живописен за счет необычного асимметричного плана на двух уровнях, «прозрачных» колонных портиков и раскрыт в окружающее пространство. Его силуэт динамичен и создает неожиданные перспективы с разных точек зрения. Не случаен и ордер — не мощный дорический, а утончённый и живописный ионический. «Здание, — писал знаток античной архитектуры Н. И. Брунов, — имеет с различных сторон ответвления — портики, подобные росткам, которые он выпускает из себя в природу… Расположенный на склоне холма, Эрехтейон своим растянутым с запада на восток телом подчёркивает протяженность верхней площадки Акрополя».
Издали храм выглядит соединением трёх портиков, открытых в окружающее пространство, разновеликих, но уравновешивающих друг друга. За ними скрыт массив здания, состоящий из двух храмов. Один посвящён богине Афине, другой — Посейдону. Возможно, сложность композиции объясняется прежде всего желанием связать постройку именно с этим священным местом, где Посейдон и Афина поспорили за обладание Аттикой. Но то обстоятельство, что «архитектора не смутила сложность задачи, и те приёмы, с помощью которых он ею овладел, указывают на радикальную перемену художественной концепции».
Основу храма составляет прямоугольник (23,5 × 11,63 м). На этом месте (западная часть существующего храма) находилось древнее святилище, в котором жители города установили ксоан Афины. В новом храме, построенном Мнесиклом (?), восточную часть посвятили Афине, вход в него имелся с восточной стороны через шестиколонный портик ионического ордера стройных пропорций (высота колонн 6,58 м), установленный на трёхступенчатом стереобате (сохранилось 5 колонн, одну выломал и увёз в Лондон лорд Элгин). Шестиколонный северный портик пристроен к зданию асимметрично — он сдвинут к западу, намного выше других и, значительно выступая, зрительно уравновешивает другие объёмы храма. Замыкаемый им дворик, напротив, расположен ниже основного уровня (портик имеет 3 м глубины, колонны высотой 7,635 м).
Из-за дворика со священной оливой Афины строители не могли устроить с западной стороны обычный входной портик, и они подняли четыре ионийские колонны на цоколь высотой 3,75 м. Промежутки между колоннами ныне заложены камнями, в древности они были забраны золочёной бронзовой решеткой. У юго-западного угла храма, согласно преданию, находится захоронение первого царя Аттики Кекропа. Именно над ним возвышается знаменитый своей красотой портик кариатид. Необычное расположение портика, асимметричное относительно обоих фасадов, отчасти объясняется его функцией символического надгробия.
Своеобразны орнаментальные фризы, профили карнизов, наличников дверей этого удивительного храма. Их украшают изящного рисунка мотивы антемия, ов и пальметт. Здание опоясывал рельефный фриз с изображением сцен мифов об Эрехтее и аттических героях. Фигуры фриза выполнены из белого пентелийского мрамора (сохранившиеся фрагменты экспонируются в музее Акрополя), фон фриза сделан из чёрного элевсинского мрамора. Этот живописный контраст, обычный для ионийского стиля, дополняли роспись и позолота отдельных деталей. В надписи (407 г. до н. э.), найденной на Акрополе, среди других скульпторов упоминается имя Фиромаха.
Росписью и позолотой были расцвечены орнаментальные обрамления и капители колонн. Фронтоны не имели скульптур, иначе храм оказался бы перенасыщенным декором. Так свойственные ионийскому стилю живописность, полихромия и узорчатость не нарушают присущую эллинам классического века чувство меры и гармонии. Н. И. Брунов подчеркивал особенную декоративность этого храма, заключённую не в обилии декора, а в том, как его части и общий силуэт «вписаны» в окружающий пейзаж.

## Портик кариатид
Портик представляет собой законченную и относительно самостоятельную композицию южного фасада храма. Назван по шести статуям кариатид значительно больше человеческого роста, высотой 2,3 м, поддерживающим антаблемент. Фигуры подняты на цоколе высотой 2,6 м. Статуи изготовлены из пентелийского мрамора. Все они заменены копиями. Одна фигура, вывезенная лордом Элгином, хранится в Британском музее в Лондоне, остальные — в музее Акрополя Афин. В древности портик именовался Пандросейоном (по имени Пандросы — одной из дочерей Кекропса).
На головах фигур можно видеть калафы («корзинки»). При создании храма фигуры называли ко́рами («девушками»), наименование «кариатиды» появилось в IV в. По римским репликам, найденным в Италии в 1952 году в руинах виллы императора Адриана в Тиволи, предположительно реконструируют несохранившиеся руки кариатид Эрехтейона: левой рукой фигуры придерживали край пеплоса, а в правой держали фиалу — чашу для возлияний при жертвоприношениях. Считается также, что кариатиды на самом деле представляют канефор (др.-греч. Κανηφόροι — несущие священные корзины) — участниц торжественной процессии жителей города (аррефор, девушек-прислужниц в храме Афины), которые во время праздника Великих Панафиней несли в торжественной процессии на голове корзины (калафы) с жертвоприношениями и дарами богине. Две из них накануне священной процессии, в ночь перед праздником, спускались по подземной лестнице в святилище Афродиты (на северном склоне скалы Акрополя), а затем с полученными там дарами или какими-то магическими предметами (смысл их неизвестен) возвращались в Эрехтейон и поднимались по лесенке портика внутрь.
Асимметричное расположение портика в угловой части южной стены подчёркивает его не функциональное, а тектоническое (зрительное) значение акцентирования юго-восточного угла здания (по одной из версий портик выполняет «замещающую функцию» надгробия). Выходной (но не входной) проём находится под фигурами и представляет собой простой вырез в постаменте, не видный зрителю. Шесть женских фигур как бы поддерживают перекрытие (в котором отсутствует функциональный смысл), так называемый неполный антаблемент (без фриза). Это придаёт всей композиции ещё большую лёгкость, фигуры изображены в свободных, естественных позах, будто не чувствующие тяжести. Они показаны «в мерном движении, и в то же время они изображены стоящими на месте или, лучше сказать, остановившимися на мгновение. В их облике совмещены движение и покой». Однако эта естественность сочетается с тектоничностью: «В них нет и намёка на натуралистическую трактовку человеческой фигуры. Всё в них дано в общей форме. Складки одежды, окутывающие ногу каждой кариатиды, на которую она опирается, похожи в своей застылой вертикальности на каннелюры колонны».
Характерен типично тектонический приём: правая и левая сторона портика зеркально симметричны. Две фигуры слева опираются на правую ногу, две фигуры справа — на левую ногу, поэтому на углах оказываются прямые, так называемые опорные, ноги кариатид, подчёркивающие вертикаль, а внутрь обращены ноги, свободно согнутые в колене. Это придаёт замкнутость, зрительную устойчивость всей композиции и законченность всему портику. Пластика фигур подчёркивает тектонику архитектуры.

## Галерея

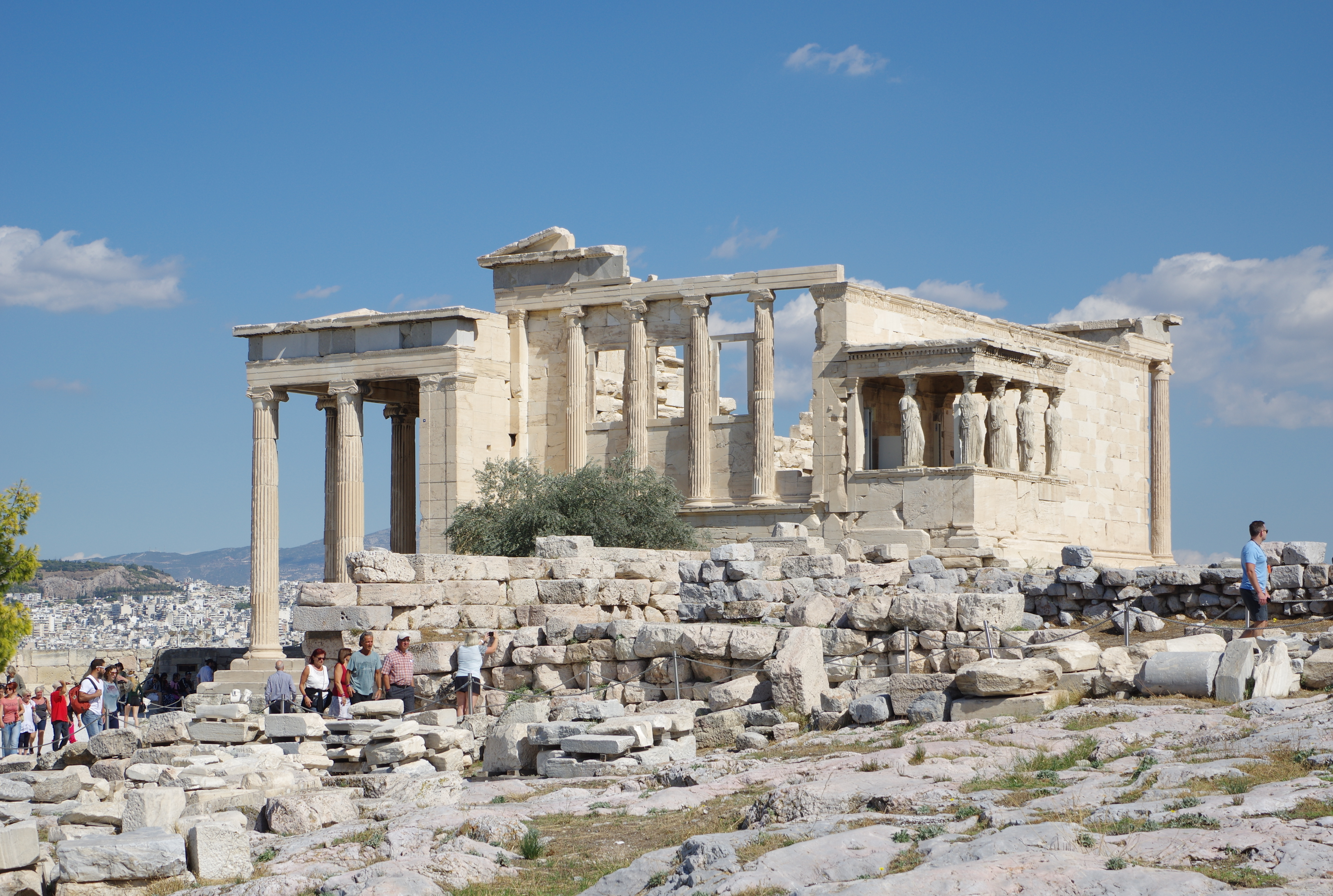
Вид храма с юго-запада
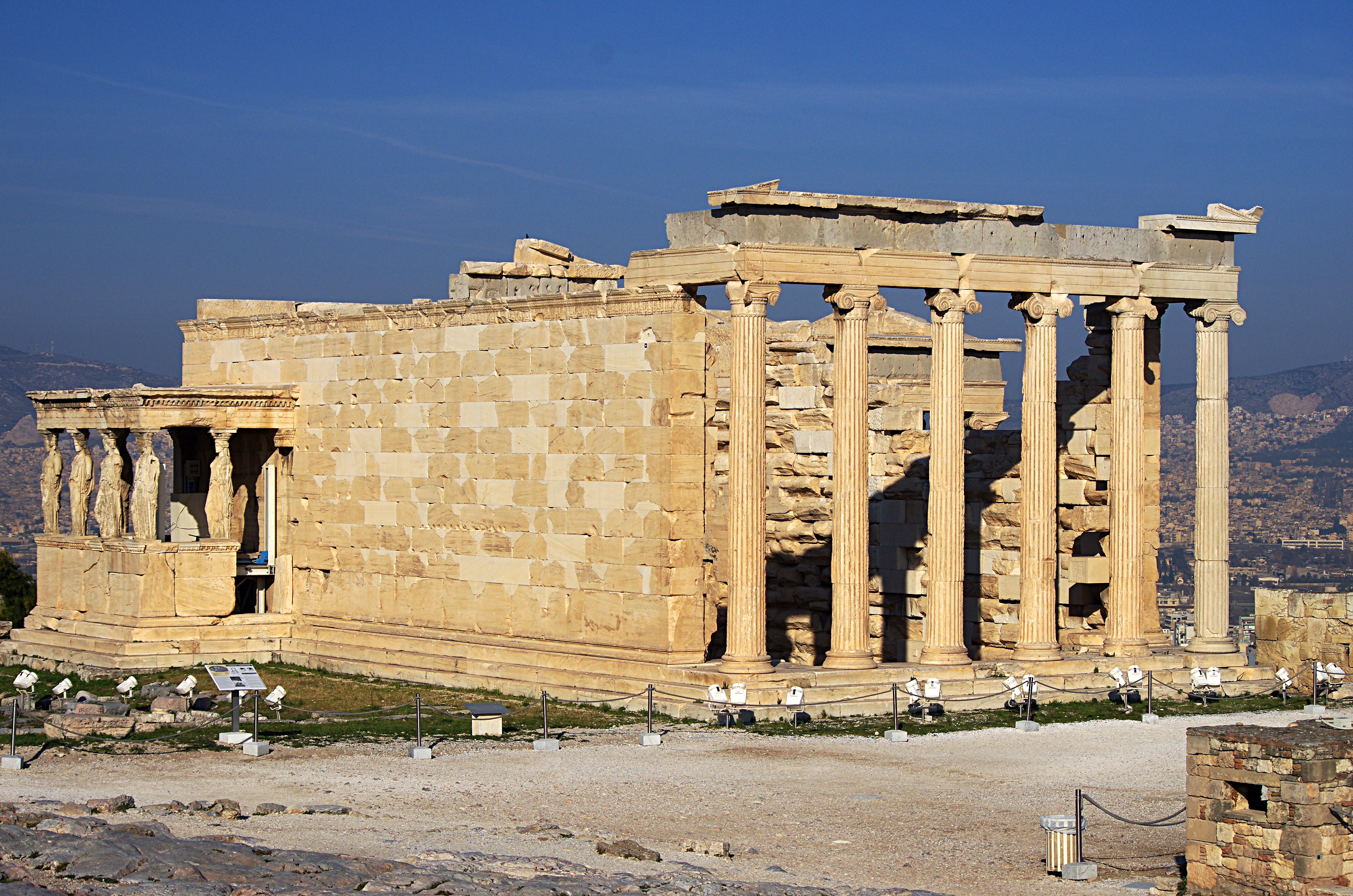
Вид с юго-востока
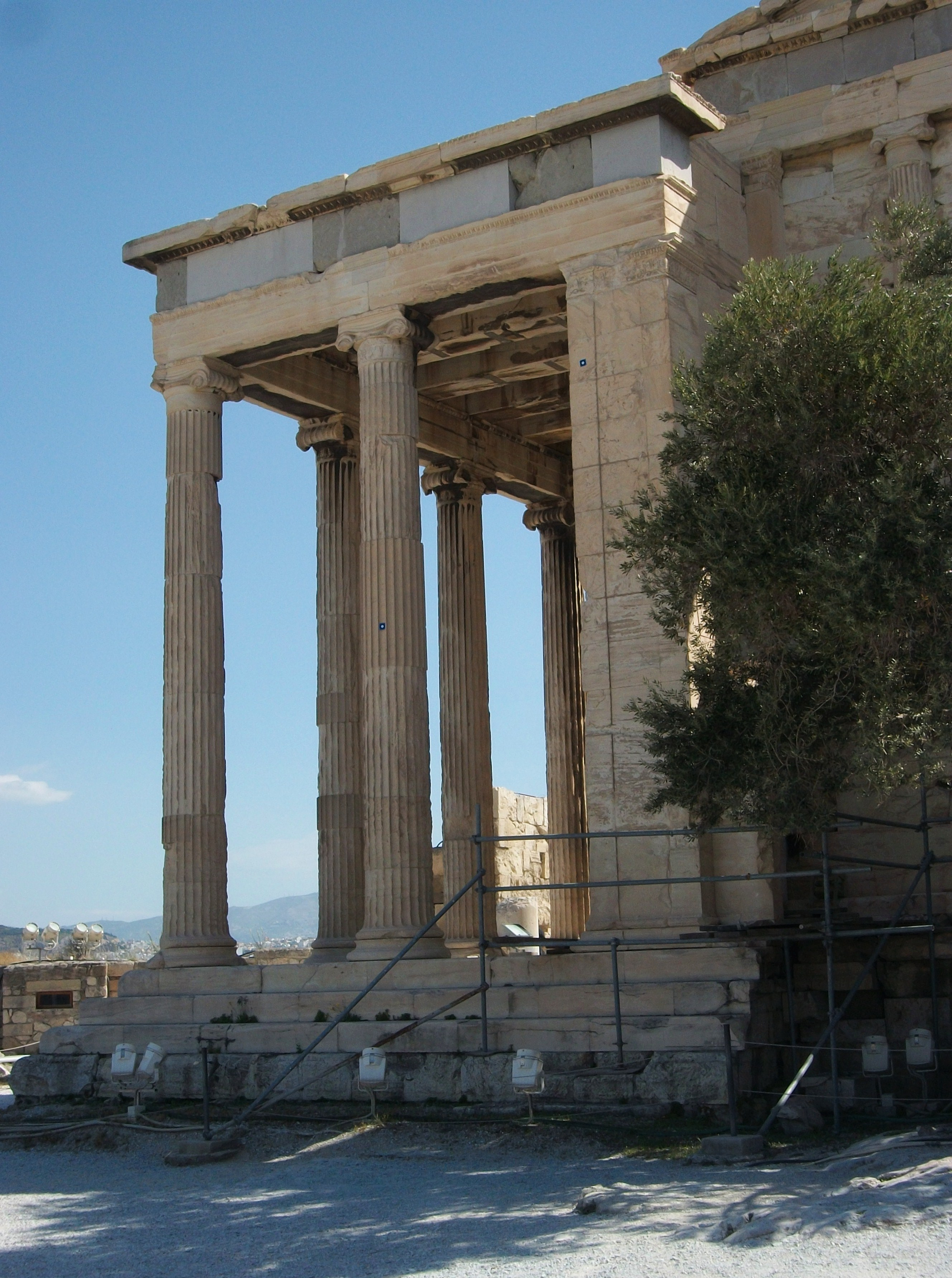
Северный портик
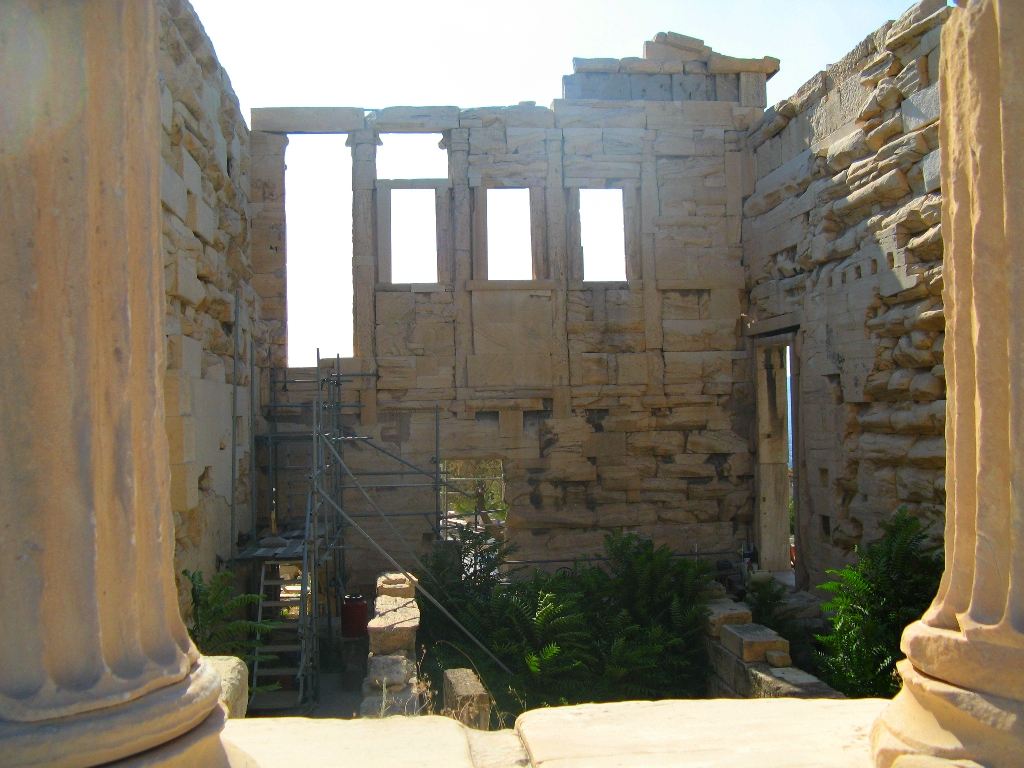
Северный дворик храма, где росла священная олива Афины
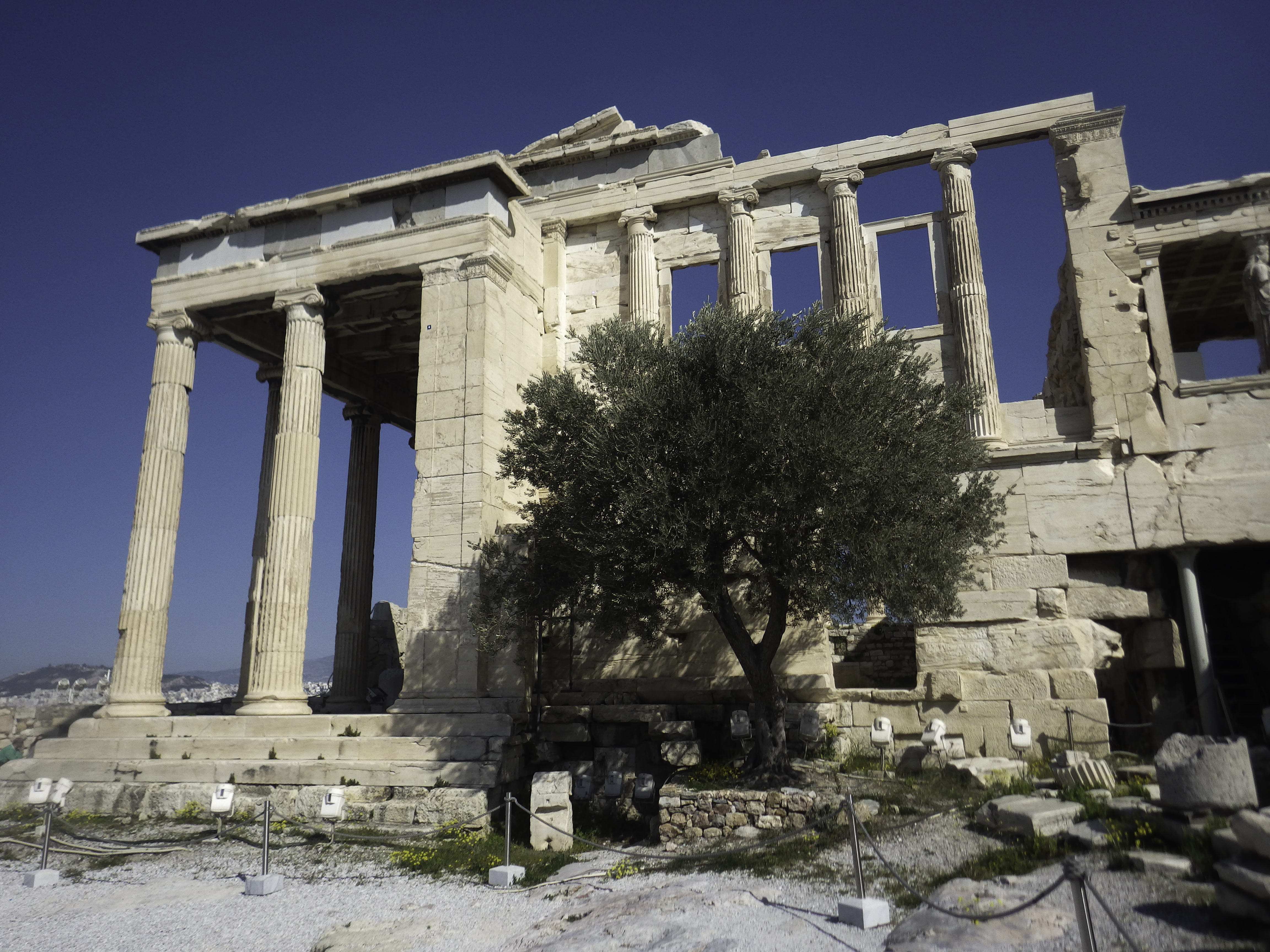
Новое дерево богини
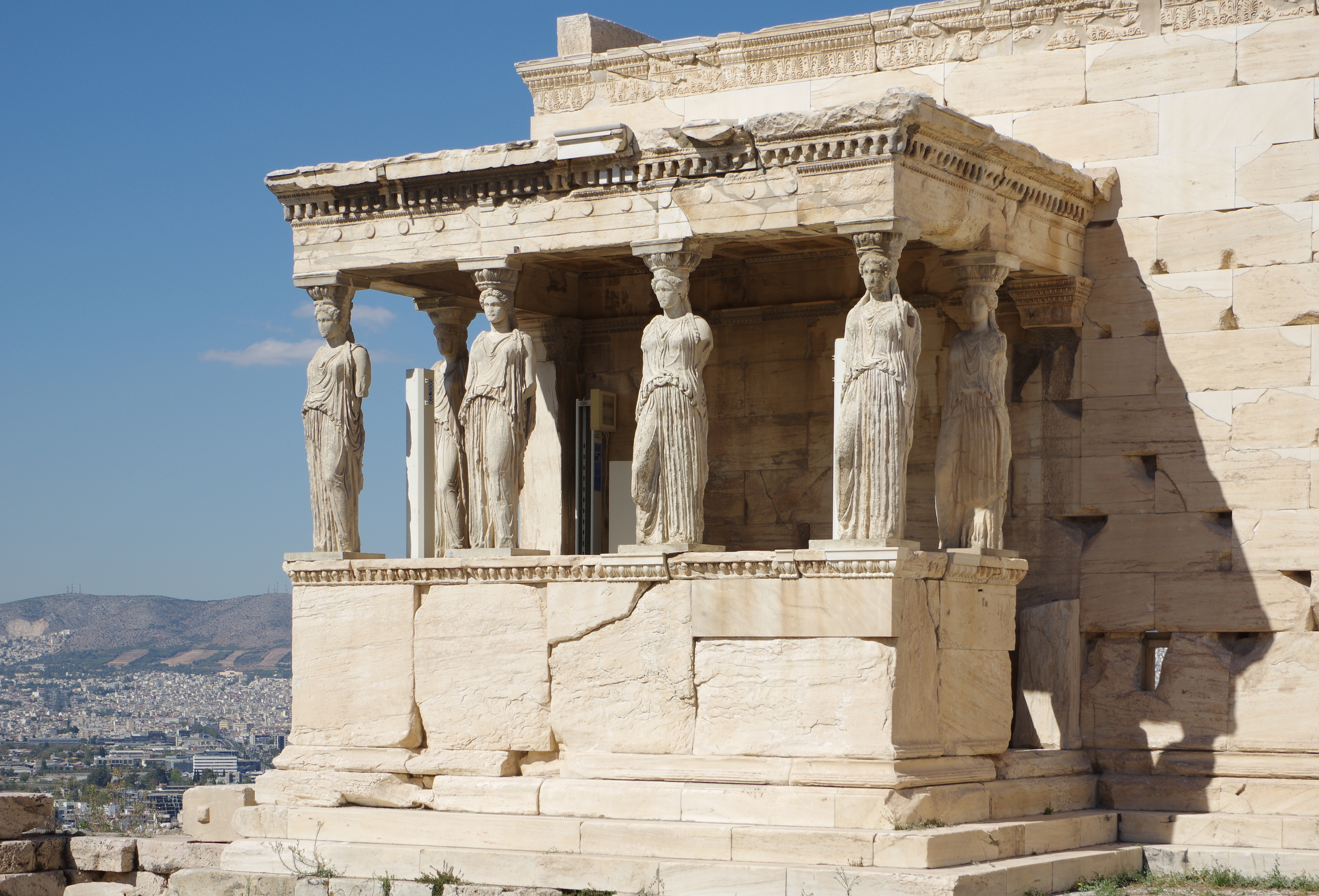
Портик кариатид. Эрехтейон Афинского акрополя. Ок. 410 г. до н. э.
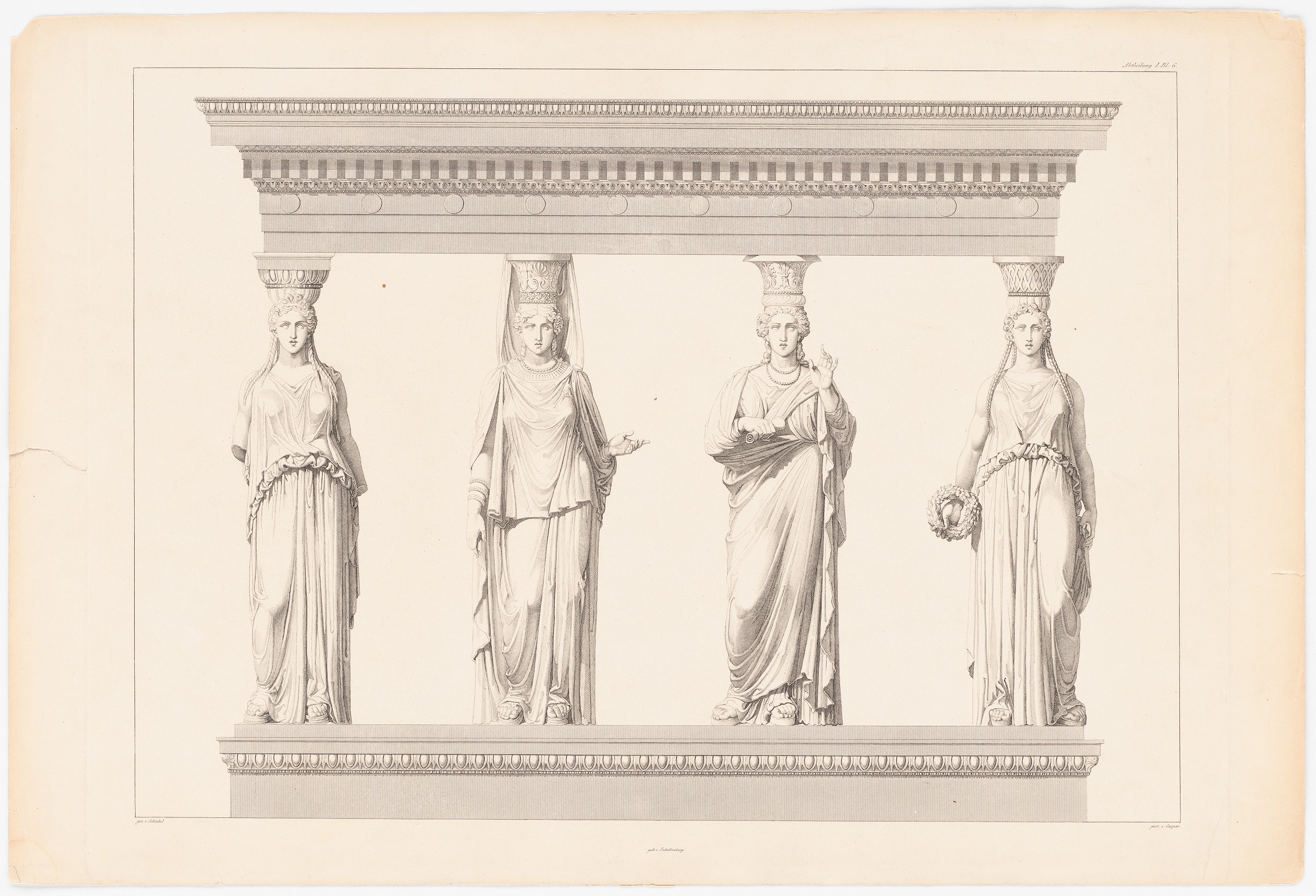
К. Ф. Шинкель. Графическая реконструкция Портика кариатид (использована для Римских купален в Потсдаме. 1828—1840)
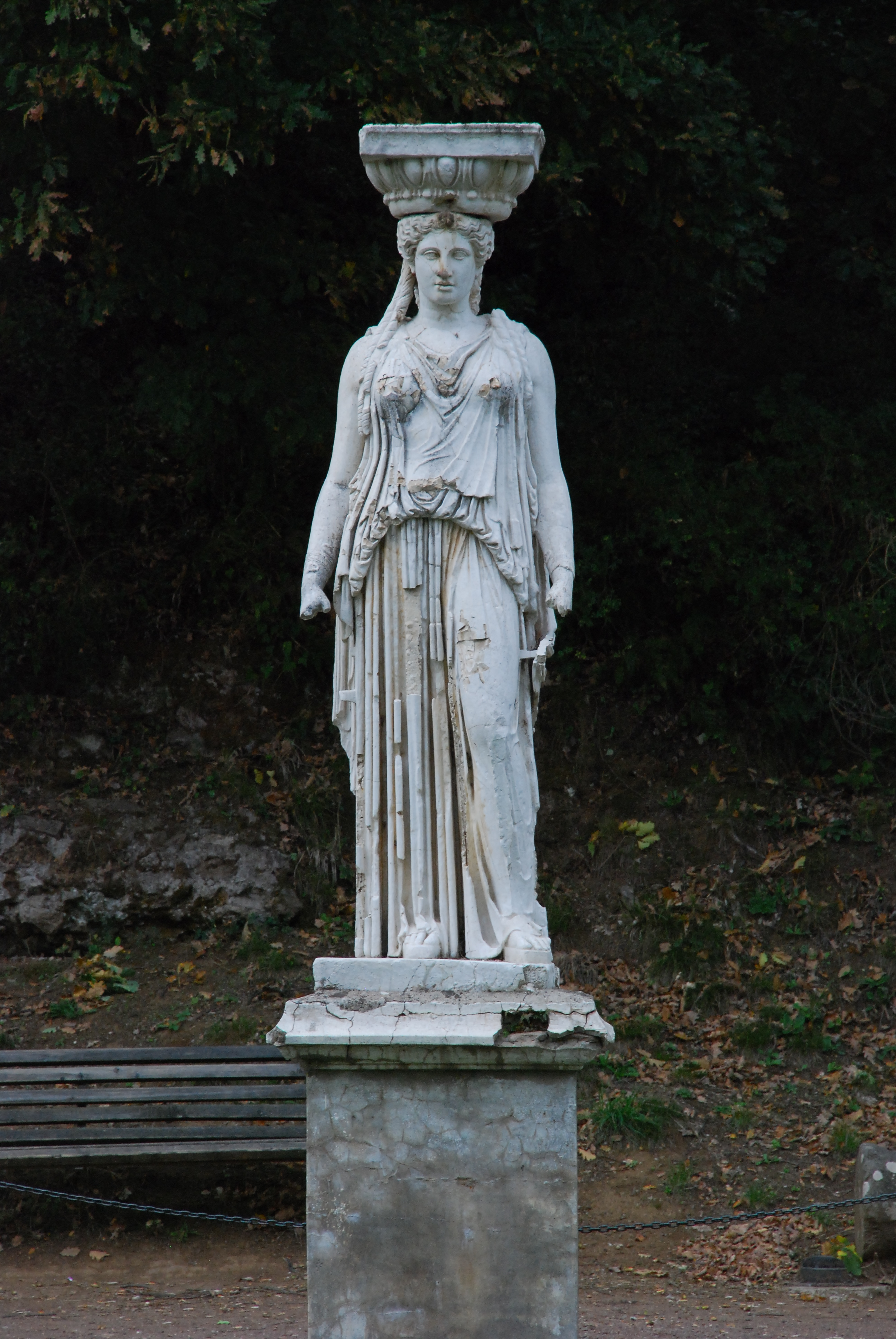
Кариатида Виллы Адриана в Тиволи
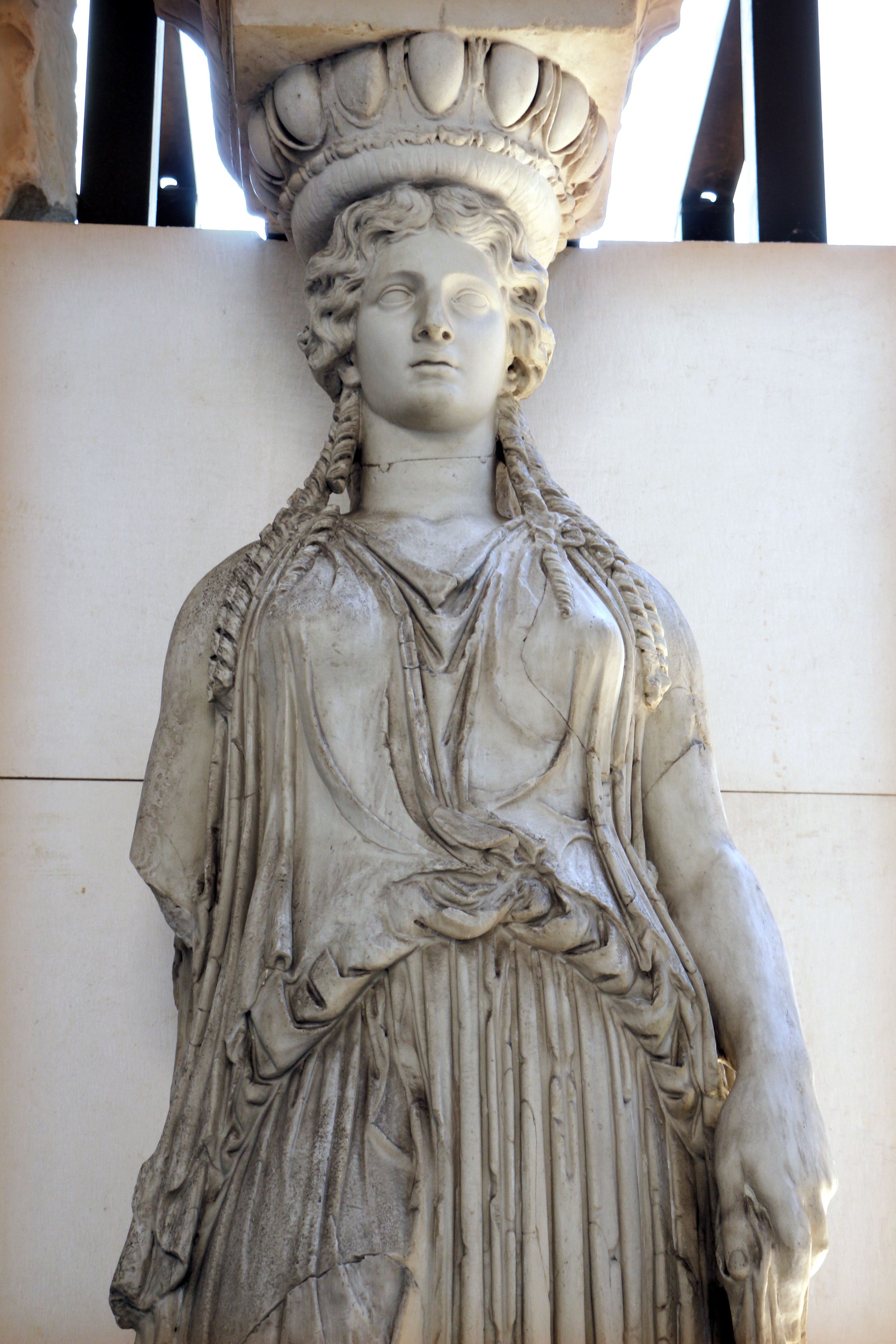
Кариатида. Реконструкция. Реплика (оригинал: Вилла Корсини, Рим)
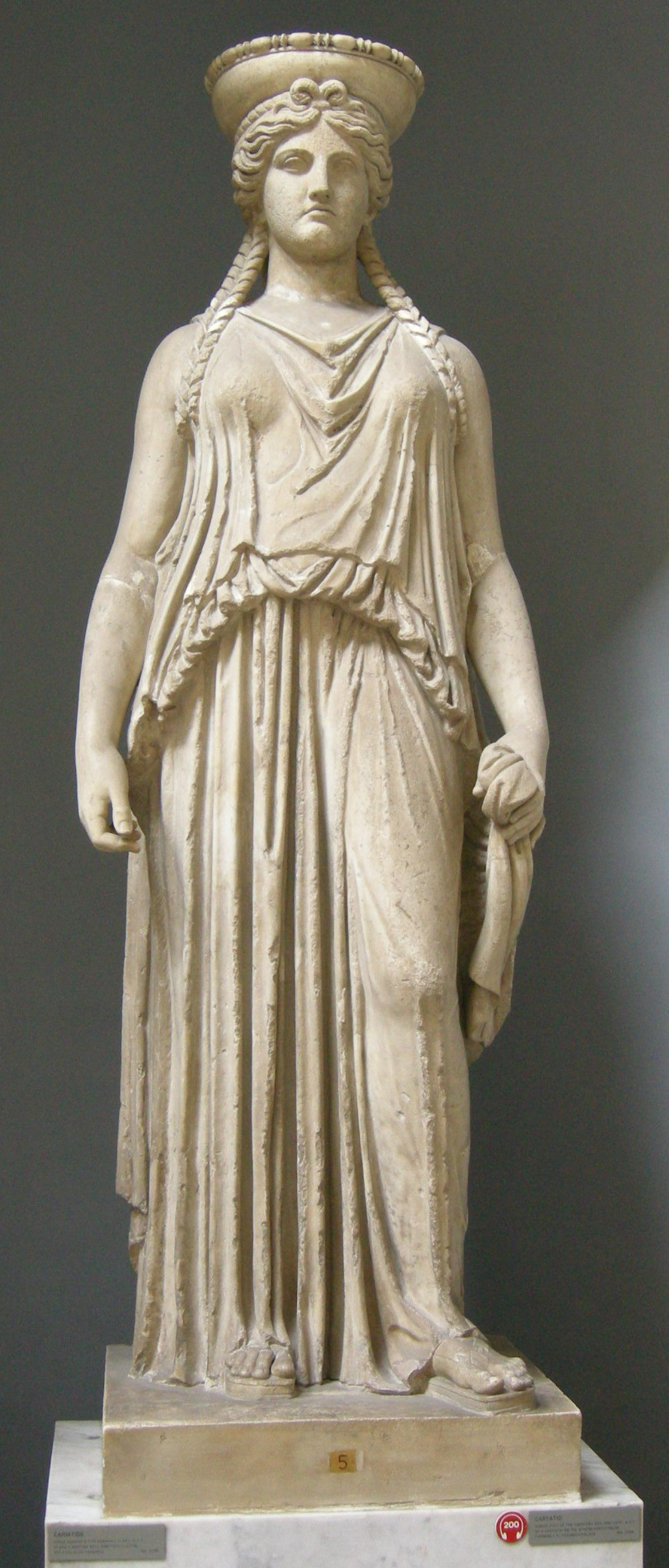
Римская реплика кариатиды. Музей Кьярамонти, Ватикан
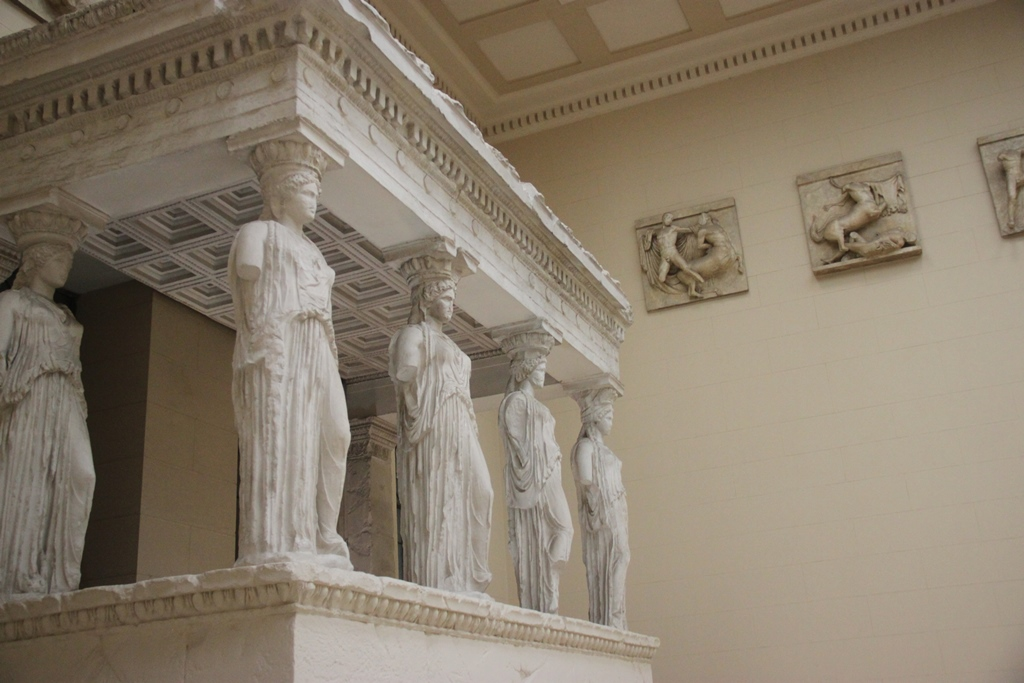
Гипсовый макет Портика кариатид в Московском музее изобразительных искусств им. А. С. Пушкина
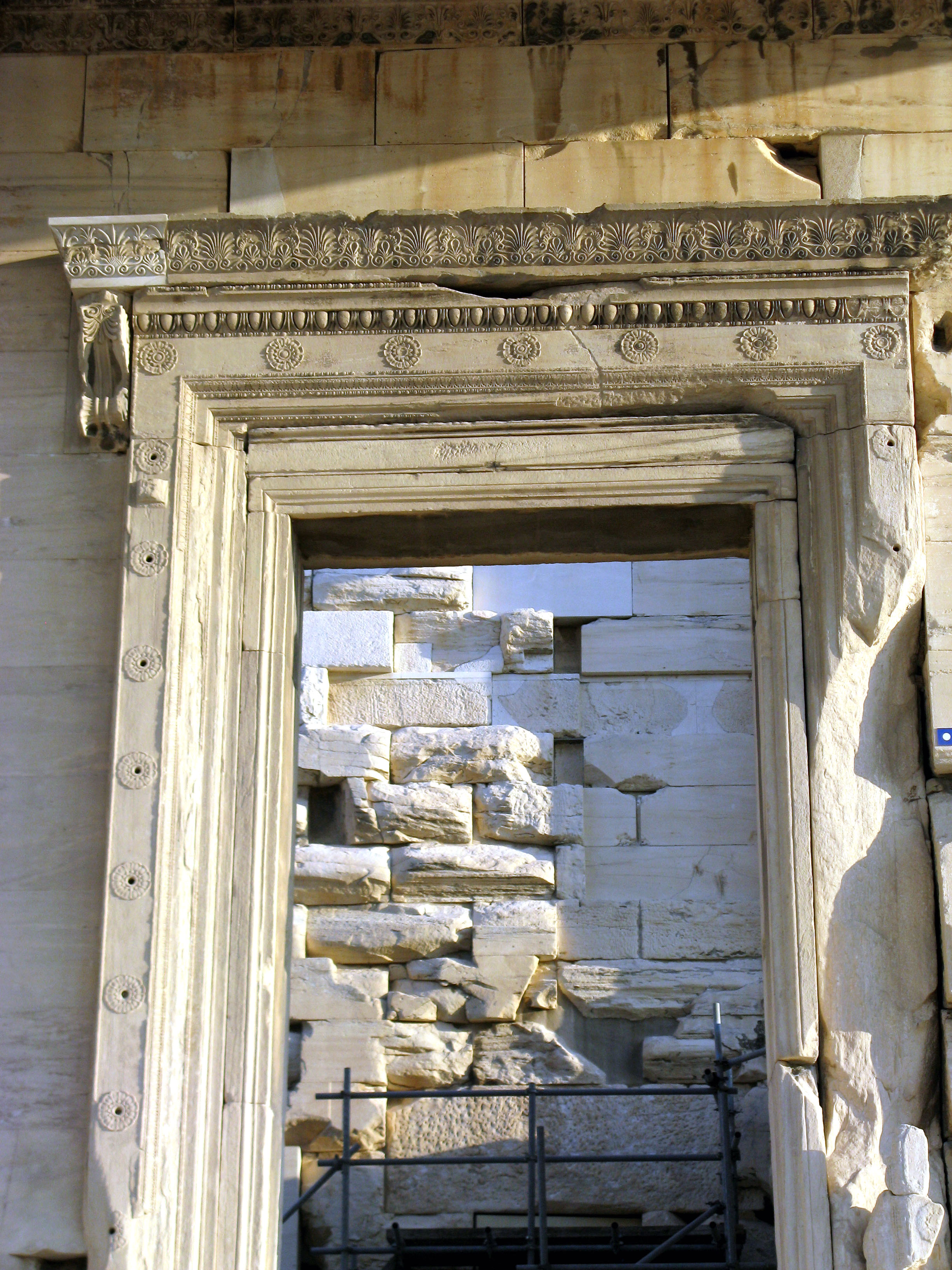
Северный портик Эрехтейона. Портал
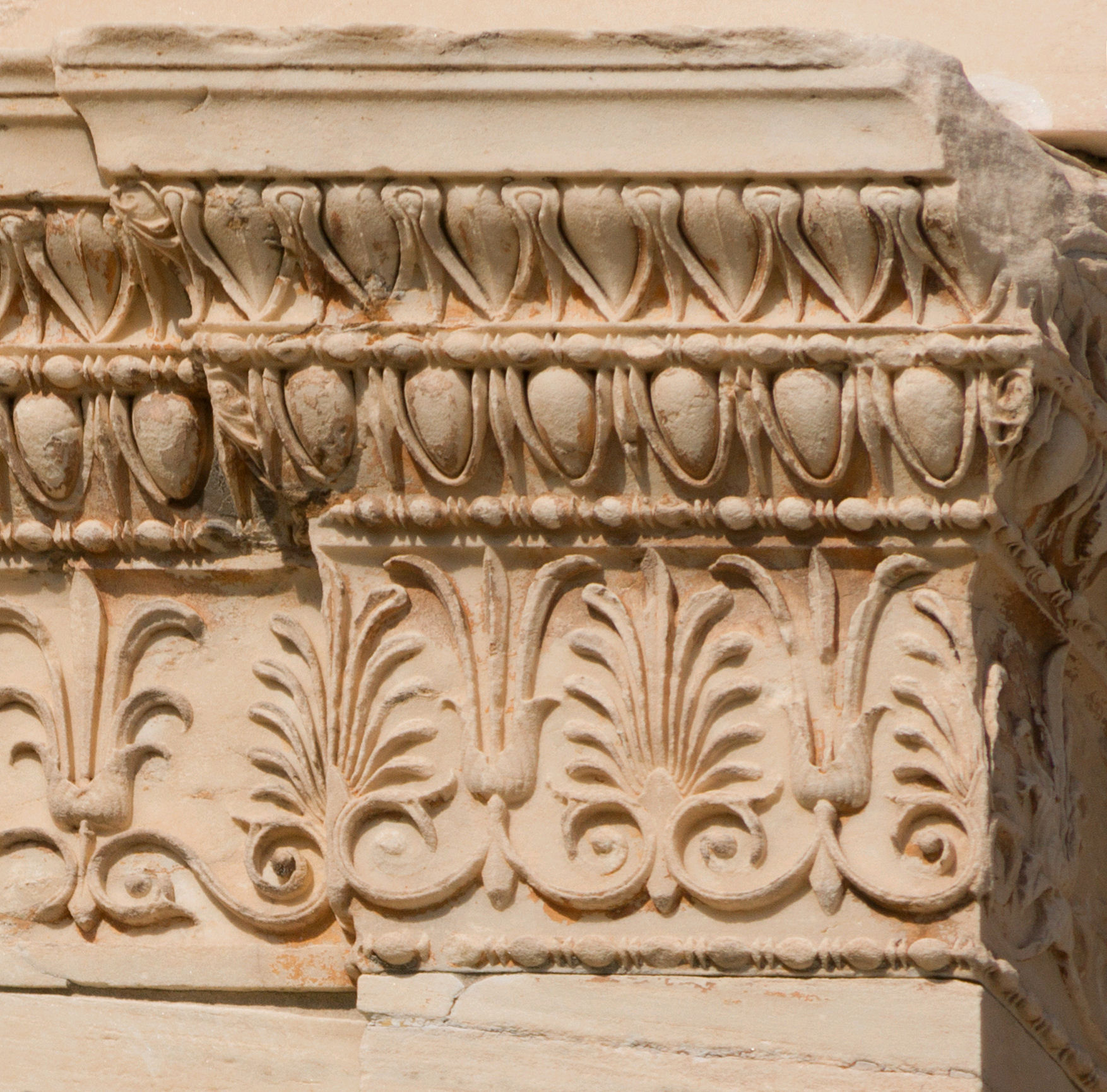
Деталь фриза северной стороны
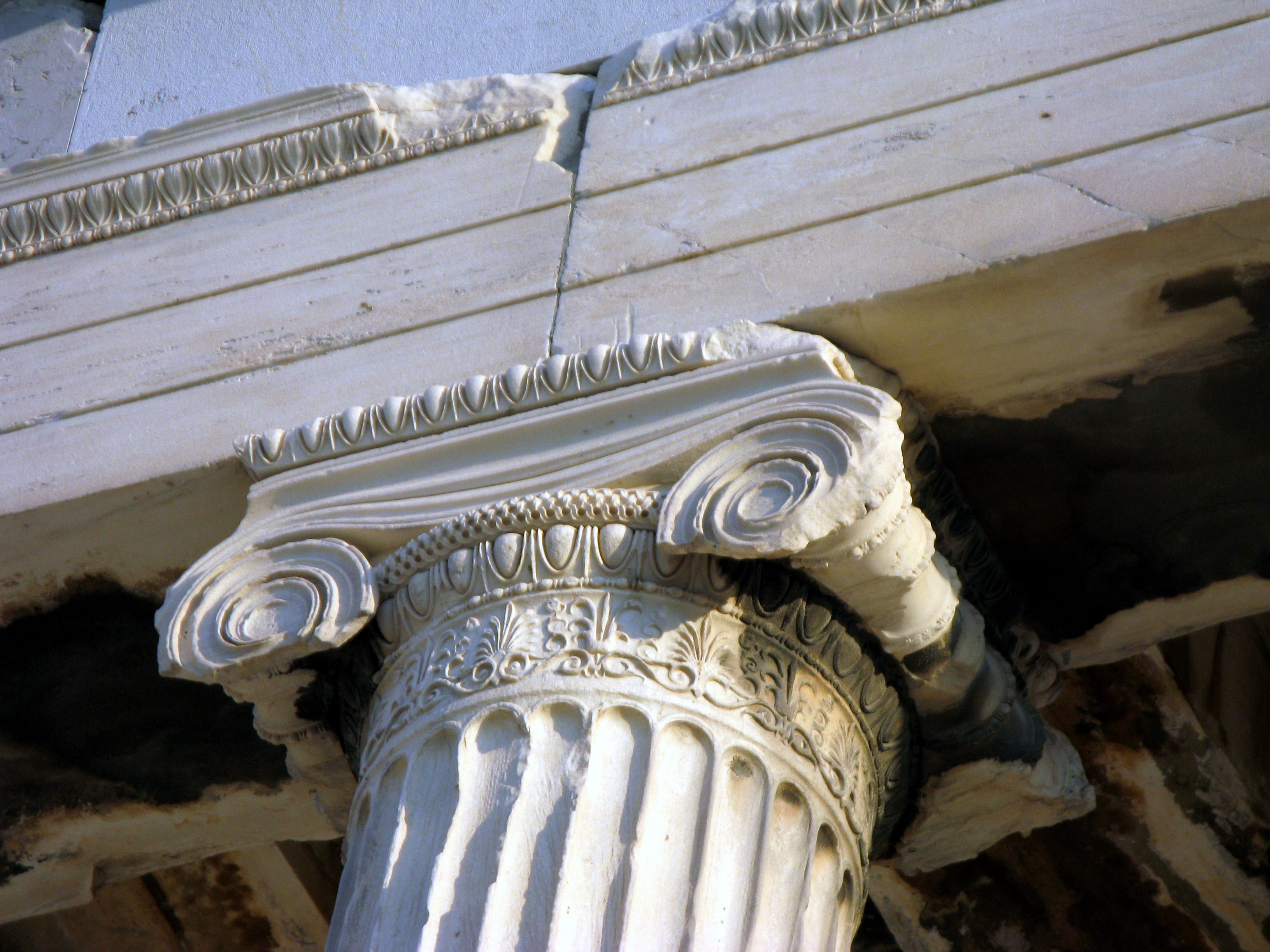
Капитель ионического ордера одной из колонн
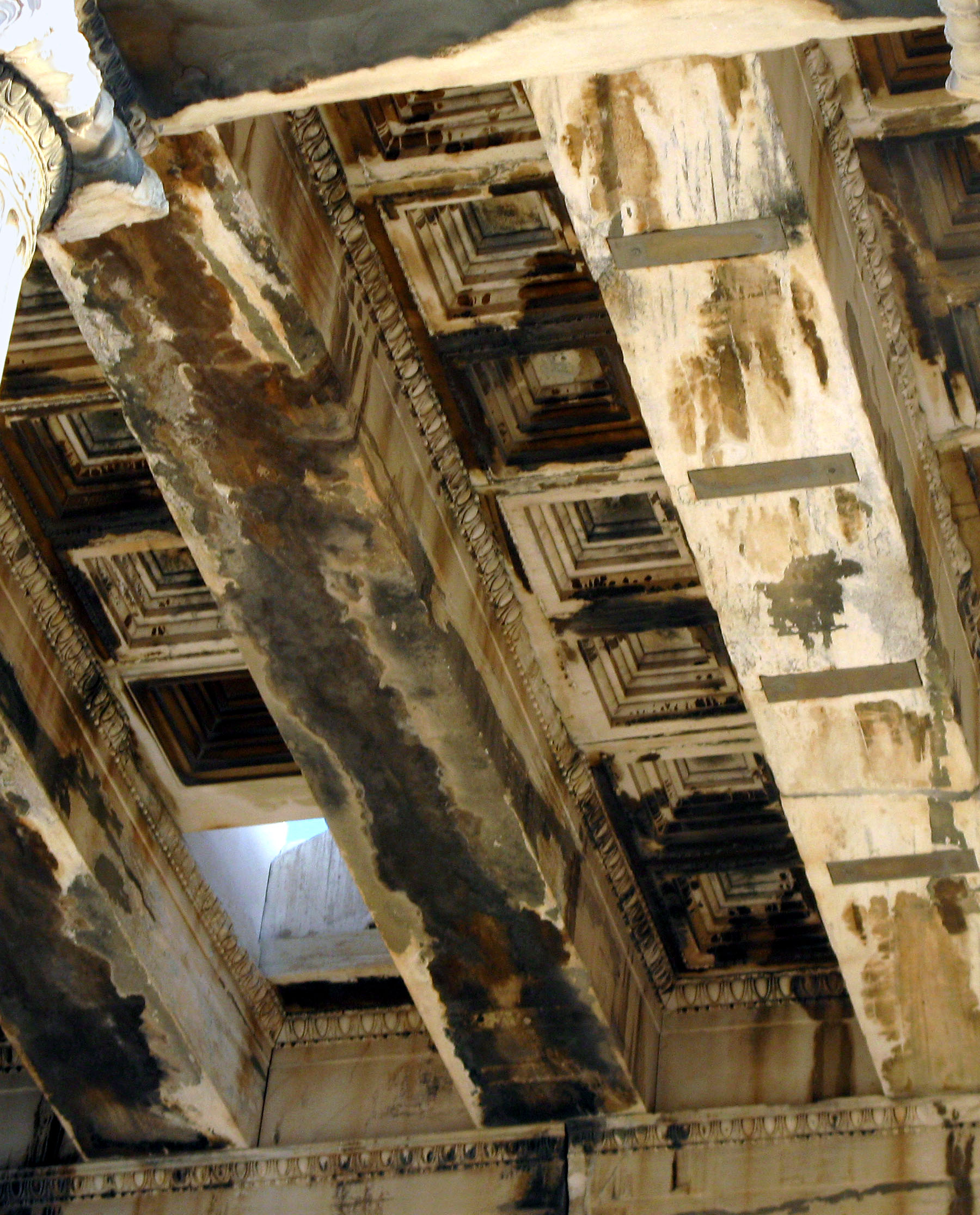
Кессонный потолок северного портика